# مخاره
مخاره (به گرجی: მხარე) نوعی از تقسیمات کشوری در کشور گرجستان است که معمولاً برابر با استان یا منطقه است.
بر اساس دستورهای ریاست جمهوری گرجستان در سال‌های ۱۹۹۴ و ۱۹۹۶ تقسیمات گرجستان به چند منطقه به‌طور موقت انجام می‌شود تا زمانی که درگیری‌های جدایی‌طلبانه در آبخاز و اوستیای جنوبی حل شود. هر مخاره منطقه‌ای است که توسط یک کمیسر دولت به رهبری (სახელმწიფო რწმუნებული به لاتین: Saxelmćipo Rćmunebuli) (معمولاً برابر فرماندار) و یک مقام منصوب‌شده توسط رئیس‌جمهور گرجستان اداره می‌شود.
مخاره‌ها به شمار بیشتری رایون (برابر با بخش) تقسیم می‌شوند.
گرجستان به ۹ مخاره تقسیم می‌شود:
| منطقه                     | پایتخت     | برآورد جمعیت (از ۱ ژانویه ۲۰۱۹) |
| ------------------------- | ---------- | ------------------------------- |
| گوریا                     | اوزورگتی   | ۱۰۹۳۹۶                          |
| ایمرتی                    | کوتائیسی   | ۴۹۷۳۹۶                          |
| کاختی                     | تلاوی      | ۳۱۲۴۵۳                          |
| کومو کارتلی               | روستوی     | ۴۳۳۱۶۲                          |
| متسختا-متیانتی            | متسختا     | ۹۳۶۳۶                           |
| راچا-لچخومی و کومو سوانتی | آمبرولاوری | ۲۹۷۰۱                           |
| سامگرلو-زمو سوانتی        | زوگدیدی    | ۳۱۶۱۹۵                          |
| سامتسخه-جاواختی           | آخالتسیخه  | ۱۵۴۱۳۹                          |
| شیدا کارتلی               | گوری       | ۲۵۷۲۷۹                          |